# Georg Lindström
Georg Lindström (ur. 11 czerwca 1898, zm. 14 kwietnia 1960) – szwedzki lekkoatleta.

## Kariera
Na Letnich Igrzyskach Olimpijskich 1920 brał udział w konkursie biegu przez płotki zarówno na 110 m, jak i na 400 m – oba występy zakończył w fazie eliminacji, jednocześnie oba starty zakończył na 3. miejscu w swej grupie.